# Гутурама золотоплеча
Гутура́ма золотоплеча (Euphonia cayennensis) — вид горобцеподібних птахів родини в'юркових (Fringillidae). Мешкає в Південній Америці.

## Опис
Довжина птаха становить 11 см, вага 11,8-16 г. У самців верхня частина тіла чорна з синім металевим відблиском, на плечах і грудях з боків у них золотисто-жовті плями. Самиці мають переважно жовтувато-зелене забарвлення, нижня частина тіла у них білувата, крила і хвіст чорнуваті. Очі темно-карі, дзьоб і лапи чорнуваті.

## Поширення і екологія
Золотоплечі гутурами мешкають на сході Венесуели, в Гаяні, Суринамі, Французькій Гвіані і на північному сході Бразилії. Вони живуть у вологих рівнинних тропічних лісах, на узліссях, в рідколіссях і саванах. Зустрічаються поодинці або парами, на висоті від 119 м над рівнем моря. Живляться ягодами і плодами, доповнюють свій раціон дрібними комахами та іншими безхребетними.